# Семантический механизм рассуждений
Семанти́ческий механи́зм рассужде́ний (англ. semantic reasoner), семанти́ческая машина формирования рассуждений (англ. reasoning engine) или движо́к пра́вил (англ. rules engine) — это часть программного обеспечения, способная вывести логические умозаключения (англ. Logical consequence) из набора адекватно формализованных базовых знаний или аксиом. Понятие семантического механизма рассуждений обобщает понятие машины вывода, предоставляя более богатый набор механизмов для работы. Правила вывода обычно определяются с помощью языка онтологий и часто языков описательной логики. Многие семантические механизмы рассуждений используют логику первого порядка для выполнения рассуждений; вывод обычно происходит путём прямой и обратной цепочек рассуждений. Существуют также примеры вероятностных механизмов рассуждений, включая неаксиоматическую систему рассуждений Пей Ванга и вероятностные логические сети (англ. Probabilistic logic network).

## Формы семантического механизма рассуждений
- Проверка: внутренняя проверка согласованности базы знаний.
- Анализ: объяснение мыслителем знания, подразумеваемого в базе знаний.
- Вывод. Если используемый язык дает возможность выражать неполные знания, мыслитель сможет идентифицировать те факты, которые скрыты во всех возможных моделях, которые удовлетворяют базе знаний. Возможность автоматически сделать вывод — это элемент, который больше, чем другие, показывает разницу между семантическим механизмом рассуждений и простым вычислением.

## Использование
Новой областью использования семантического механизма рассуждений является семантическая сеть, где основы знания могут быть выражены на разных вычислимых языках, среди которых наиболее выразительным является OWL. Возможности мыслителя строго зависят от языка, используемого для формализации базы знаний.
Существующие семантические механизмы рассуждений и связанное с ними программное обеспечение приведены в списке ниже.

### Список семантических механизмов рассуждений

#### Коммерческое программное обеспечение
- Bossam (программное обеспечение), механизм правил, основанный на RETE, со встроенными средствами поддержки для анализа онтологий OWL, правил SWRL и правил RuleML.
- RacerPro
- OntoBroker — это механизм вывода с естественными рассуждениями над F-Logic, ObjectLogic, RIF и OWL. (W3C-перечисленный механизм вывода)

#### Бесплатное программное обеспечение (c закрытым исходным кодом)
- Cyc inference engine, движок вывода вперед и назад с многочисленными специализированными модулями для логики высокого порядка. (ResearchCyc) (OpenCyc Архивная копия от 26 февраля 2011 на Wayback Machine)
- KAON2 — это инфраструктура для управления онтологиями OWL-DL, SWRL и F-Logic.
- Internet Business Logic (программное обеспечение) — разумный разработчик приложений для конечных пользователей. Автоматически создает и запускает сложные сетевые SQL-запросы. Объясняет результаты на английском языке на уровне конечного пользователя.

#### Свободное программное обеспечение (с открытым исходным кодом)
- Cwm, механизм прямых цепочек рассуждений, используемый для запроса, проверки, преобразования и фильтрации информации. Его основным языком является RDF, расширенный для включения правил, и при необходимости он использует сериализации RDF/XML или N3. (CWM, W3C software license)
- Drools, механизм правил, основанный на принципах прямого преобразования, который использует расширенную реализацию алгоритма Rete. (Drools, Apache license 2.0)
- OpenRules, система бизнес-правил и управления решениями с открытым исходным кодом. Наряду с механизмом последовательных правил включает в себя механизм вывода, который использует программирование в ограничениях (OpenRules)
- FaCT++ Reasoner, основанный на таблицах аргумент для экспрессивных описаний логики (DL), охватывающий OWL и OWL 2, но без поддержки ключевых ограничений и некоторых типов данных. Написан на языке C++. (LGPL)
- Flora-2, объектно-ориентированная, основанная на правилах система представления знаний и рассуждений. (Flora-2, Apache 2.0)
- Gandalf, механизм правил принятия решений с открытым исходным кодом на PHP (GPL).
- Prova, механизм правил семантической сети, который поддерживает интеграцию данных с помощью запросов и типов SPARQL (RDFS, OWL-онтологии как типа систем). (Prova, GNU GPL v2, доступен коммерческий вариант)
- Pellet, OWL 2 DL reasoner (AGPL, доступен коммерческий вариант)
- HermiT, OWL 2 DL reasoner (LGPL)
- ELK, OWL 2 EL reasoner (Apache 2)
- CEL, OWL 2 EL reasoner (Apache 2)
- jcel, OWL 2 EL reasoner (LGPL / Apache 2)
- RACER, OWL 2 DL reasoner (BSD-3)
- Jena, семантическая веб-среда с открытым исходным кодом для Java, которая включает в себя ряд различных семантико-логических модулей. (Apache Jena, Apache License 2.0)
- RDFSharp, семантическая веб-среда с открытым исходным кодом для .NET, которая включает семантическое расширение, реализующее логику правил RDFS/OWL-DL/custom. (RDFSharp, Apache License 2.0)

#### Приложения, содержащие семантические мыслители
- SemanticMiner включает в себя семантический мыслитель OntoBroker для выполнения семантического поиска на основе онтологий.
- SemanticGuide — это экспертная система основанная на OntoBroker.
- Apache Marmotta включает в своем хранилище фактов KiWi основанный на правилах семантический мыслитель.
- dot15926 Editor-Ontology, фреймворк управления, первоначально разработанная для разработки стандарта онтологии ISO 15926. Позволяет создавать сценарии правил Python и проводить анализ данных на основе шаблонов. Поддерживает расширения.